# ألبرت مارين
ألبرت مارين (بالسلوفاكية: Albert Marenčin)‏‏ (26 يوليو 1922 - 9 مارس 2019 في براتيسلافا) لغوي، وكاتب، وكاتب مسرحي، ومترجم، ومصور من سلوفاكيا.

## الجوائز
- فارس وسام الفنون والآداب
- فارس وسام الاستحقاق الوطني

## روابط خارجية
- ألبرت مارين على موقع IMDb (الإنجليزية)
- ألبرت مارين على موقع قاعدة بيانات الفيلم (الإنجليزية)